# Hipismo nos Jogos Pan-Americanos de 2015 - Saltos por equipes
A competição do saltos equipes foi um dos eventos do hipismo nos Jogos Pan-Americanos de 2015. Foi disputada no Parque Equestre Pan-Americano OLG, em Toronto entre 21 e 23 de julho. 

## Calendário
Horário local (UTC-4).
| Data        | Horário | Fase         |
| ----------- | ------- | ------------ |
| 21 de julho | 14:00   | Qualificação |
| 23 de julho | 10:00   | 1º Rodada    |
| 23 de julho | 13:30   | 2º Rodada    |

## Medalhistas
|  | CAN Canadá                                                                                          |  | ARG Argentina |  | USA Estados Unidos                                                                                 |
|  | Yann Candele (Showgirl) Tiffany Foster (Tripple X III) Eric Lamaze (Coco Bongo) Ian Millar (Dixson) |  | José María Larocca (Cornet du Lys) Matías Albarracín (Cannavaro 9) Luis Pedro Birabén (Abunola) Ramiro Quintana (Whitney) |  | McLain Ward (Rothchild) Georgina Bloomberg (Lilli) Lauren Hough (Ohlala) Kent Farrington (Gazelle) |

## Resultados
| Pos.              | Nacionalidade      | Ginete                                                                         | Cavalo                                                            | 1º Rodada     | 1º Rodada   | 1º Rodada | 2º Rodada   | 2º Rodada   | 2º Rodada | Pen. Total |
| Pos.              | Nacionalidade      | Ginete                                                                         | Cavalo                                                            | Pen. Ind.     | Pen. Equipe | Pos.      | Pen. Ind.   | Pen. Equipe | Pos.      | Pen. Total |
| ----------------- | ------------------ | ------------------------------------------------------------------------------ | ----------------------------------------------------------------- | ------------- | ----------- | --------- | ----------- | ----------- | --------- | ---------- |
| Medalha de ouro   | CAN Canadá         | Yann Candele Tiffany Foster Eric Lamaze Ian Millar                             | Showgirl Tripple X III Coco Bongo Dixson                          | 1 # 7 4 1     | 6           | 3         | 1 0 # 5     | 1           | 2         | 7          |
| Medalha de prata  | ARG Argentina      | Ramiro Quintana Matías Albarracín Luis Pedro Birabén José Maria Larocca        | Whitney Cannavaro 9 Abunola Cornet du Lys                         | # 5 1 0 1     | 2           | 2         | 0 # 6 5 1   | 6           | 3         | 8          |
| Medalha de bronze | USA Estados Unidos | McLain Ward Georgina Bloomberg Lauren Hough Kent Farrington                    | Rothchild Lilli Ohlala Gazelle                                    | 4 # 5         | 12          | 6         | 0 # 0 0 0   | 0           | 1         | 12         |
| 4                 | BRA Brasil         | Pedro Veniss Felipe Amaral Eduardo Menezes Marlon Zanotelli                    | Quabri de L Isle Premiere Carthoes BZ Quintol Rock’n Roll Semilly | 1 # 4 1 4     | 6           | 3         | 4 # 4 0 4   | 8           | 4         | 14         |
| 5                 | COL Colômbia       | Daniel Bluman Rene Lopez Fernando Cárdenas Roberto Teran                       | Conconcreto Sancha LS Con Dios III Quincy Car Woklahoma           | 0 # 6 1       | 1           | 1         | 4 5 # 9 5   | 14          | 6         | 15         |
| 6                 | CHI Chile          | Nicolás Imschenetzky Carlos Morstadt José Manuel Ibáñez Samuel Parot de Ugarte | Pegase De Talma Talento A S D Farfala Couscous Van Orti           | 5 # 14 1 5    | 11          | 5         | # EL 9 0    | 18          | 7         | 29         |
| 7                 | VEN Venezuela      | Luis Larrazabal Andrés Rodríguez Emanuel Andrade Pablo Barrios                 | G And C Close Up Darlon Van Groenhove Hardrock Z Antares          | # EL 4 6 8    | 18          | 7         | – 9 6 5     | 20          | 8         | 38         |
| 8                 | MEX México         | Antonio Chedraui Salvador Oñate José Martínez Federico Fernández               | La Bamba Cartier Nelson 212 Guru                                  | 5 9 5 # 10    | 19          | 8         | 1 14 # 21 5 | 20          | 8         | 39         |
| 9                 | URU Uruguai        | Nestor Nielsen Van Hoff Martin Rodriguez Vanni Juan Luzardo Marcelo Chirico    | Prince Royal Z de la Luz Liborius Stan2 Acorbat Van T Laar Z      | 5 9 11 # 25   | 25          | 9         | 1 2 # EL 17 | 20          | 8         | 45         |
| 10                | GUA Guatemala      | Juan Pivaral Axel Barrios Enriquez Juan Andrés Rodríguez Alvaro Tejada         | Cento Per Cento CG VDL Alberlino Bugatti Voltaral Palo Blanco     | # 17 14 10 13 | 37          | 10        | # 13 6 2 1  | 9           | 5         | 46         |